# Lotte Zeissl
Elisabeth Charlotte „Lotte“ Zeissl (8. Februar 1920 in Wien – 1. Februar 2008 ebenda), verehelichte Dorowin-Zeissl, war eine Überlebende des KZ Ravensbrück und Zeitzeugin.

## Leben
Lotte Zeissl entstammt einer assimilierten Medizinerfamilie, deren berühmteste Vertreter die Dermatologen Hermann von Zeissl (1817–1884) und Maximilian von Zeissl (1853–1925) waren, ihr Urgroßvater und ihr Großvater. Hermann von Zeissl wurde 1883 von Kaiser Franz Josef I. in den erblichen Adelsstand erhoben, als Edler von Zeissl. In den 1880er Jahren trat die Familie zum Katholizismus über. Der Vater Hermann Zeissl (1888–1967), später Jurist und Sektionschef im Bundesministerium für Unterricht, wurde bereits als Kind getauft. Ihre Mutter Anna geb. Andere war Altphilologin. Sie hatte zwei ältere Schwestern, Anneliese (geb. 1916) und Helene (1918–2010).
Nach der Matura im Jahre 1938 ging Lotte Zeissl, vorerst als Aupairmädchen, nach Frankreich. Sie fand Arbeit bei einer Familie in Riom in der Auverne. In der Folge entschloss sie sich, in Frankreich zu bleiben, um zu studieren. 1943 wurde sie im Zuge einer Gestapo-Razzia an der Universität in Clermont-Ferrand verhaftet, blieb zuerst in „Schutzhaft“ in Frankreich. Mitte August 1944 wurde sie von Romainville in das KZ Ravensbrück deportiert, wo sie die Häftlingsnummer 57.935 erhielt. Kommunistische Frauen kümmerten sich um sie, eine von ihnen, Lisl Barta, wurde ihre beste Freundin. Sie wurde im Besoldungsbüro der Lager-SS als Bürokraft eingesetzt und musste Reise-, Essens- und Kuchenmarken schreiben. In Ravensbrück hielt sie Kontakt zu französischen Häftlingen und gehörte dem von Gertrud Klapputh geleiteten österreichisch-deutschen Chor an. Ihrer Statur wegen wurde sie von Mithäftlingen „la petite Lotte“ genannt.
Vater und älteste Schwester überlebten im Exil in England, die Mutter war als sogenannte „Arierin“ nicht gefährdet, sie war in Wien geblieben. Nach der Befreiung 1945 arbeitete Lotte Zeissl in Wien als Lehrerin für Französisch und Deutsch. 1949 heiratete sie den Juristen Walter Dorowin. Das Paar hatte drei Kinder. 1960 war Dorowin-Zeissl federführend an der mehrjährigen Wanderausstellung Den Toten zum Gedenken, den Lebenden zur Mahnung beteiligt. In späteren Jahren stellte sie sich als Zeitzeugin zur Verfügung. 
Das Buch Zeit der Prüfungen entstand postum, herausgegeben von einem Vetter, dem Historiker Gerald Stourzh. Es besteht aus verstreuten Schriften zur Gefangenschaft in Clermont-Ferrand, zur Haft im KZ Ravensbrück und zu ihrer abenteuerlichen Rückkehr nach Wien, darunter ein Vortrag, gehalten am 23. April 1994 in der Propstei St. Gerold in Vorarlberg. Die Schriften werden in Klappentext und Buchpräsentation als „scharfsinnige Analyse der Lebensrealität weiblicher Gefangener“ bezeichnet. Präsentiert wurde der Band im Januar 2020 vom Dokumentationsarchiv des österreichischen Widerstandes in Wien.

## Biografie
- Zeit der Prüfungen, Acht Monate im KZ Ravensbrück, hg. von Gerald Stourzh, Wien, Berlin: Mandelbaum 2019.